# Gefco
GEFCO è un'azienda di trasporti e di servizi logistici francese, fondato dal gruppo PSA Peugeot Citroën nel 1949. Nel 2012 è stata diffusa la notizia della sua vendita ad una società del gruppo delle ferrovie russe.

## Profilo
La denominazione dell'azienda è data dall'acronimo di Groupages Express de Franche-Comté ed è in uso sin dalla fondazione, avvenuta in Francia su iniziativa della Société des Automobiles Peugeot. L'obiettivo della casa automobilistica era quello di garantire un flusso regolare di rifornimenti, a costi ottimizzati, presso il proprio stabilimento di Sochaux, l'unico allora attivo.

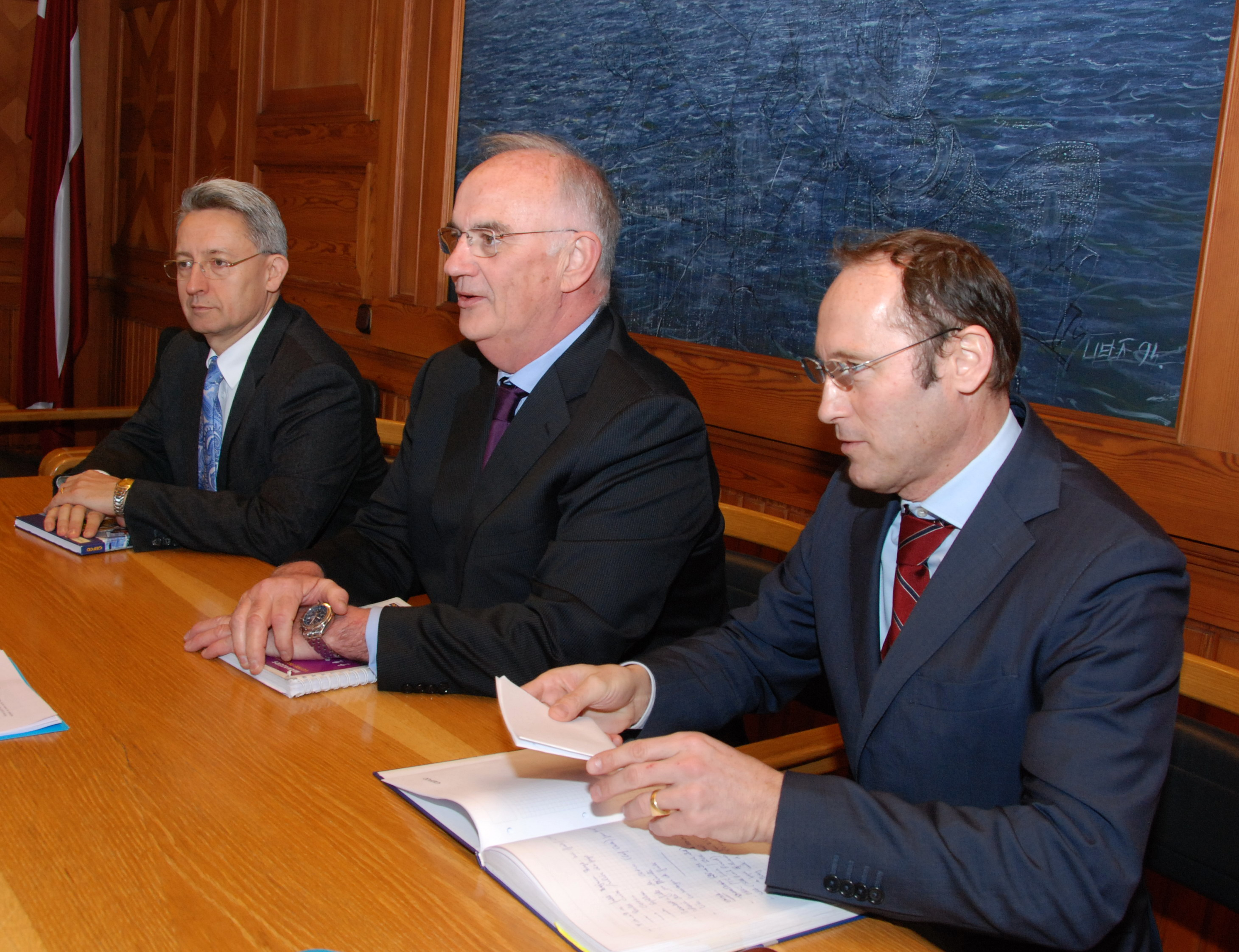
Yves Fargues (a sinistra), presidente di GEFCO sino al 1º luglio 2012

Durante i primi 50 anni di attività, l'azienda ha offerto servizi dello stesso tipo, lavorando prevalentemente per i marchi del gruppo PSA: Peugeot e Citroën, includendo attività di allestimento, stoccaggio, trasporto e distribuzione di autoveicoli nuovi a partire dallo stabilimento produttivo e di veicoli usati in seguito al loro ricondizionamento.
Nel 1999 il gruppo ha iniziato ad allargare i propri servizi di logistica integrata ad altri settori industriali; offrendosi anche al mondo delle due ruote, della cura del corpo, della moda, dell'alta tecnologia e dei beni di largo consumo.
Le attività svolte da GEFCO coprono l'intera filiera logistica, sia a monte che a valle, dalla progettazione di schemi logistici, allo stoccaggio, dalla gestione degli imballi alla rappresentanza fiscale e doganale, compreso naturalmente il trasporto in ogni modalità: terrestre (su gomma e su rotaia), marittimo e aereo.
In questa nuova ottica, nel 2004 la società lancia il suo slogan: Logistics for manufacturers.
Negli ultimi anni la società si è impegnata nell'espansione e nello sviluppo della propria presenza geografica, anche verso Europa Centrale e Orientale nonché in Asia.
Al termine del 2011, GEFCO è presente in:

-Europa dell'ovest: Benelux, Germania, Spagna, Francia, Italia (dove è presente dal 1987 con sede a Milano e filiali su tutto il territorio), Portogallo, Svizzera e Regno Unito

-Europa centrale e dell'est: Austria, Bulgaria, Repubblica Ceca, Ungheria, Lettonia, Polonia, Romania, Russia, Slovacchia, Slovenia, Turchia ed Ucraina

-Africa settentrionale:  Marocco e Tunisia

-Asia: Cina, Hong Kong, Kazakhstan

-Sud America: Argentina, Brasile e Cile.
Nell'aprile 2011 GEFCO ha acquisito dal Fondo italiano Venice il 70% del Gruppo italiano Mercurio, uno dei maggiori operatori nel settore dei trasporti e della distribuzione veicoli in Italia e all'estero.
Nel gennaio 2018 cambia logo e slogan, da "Logistics for Manufacturers" a "Partners, unlimited".
Nel giugno del 2022, la società francese CMA CGM ha annunciato di voler acquisire il controllo esclusivo dell’insieme di GEFCO.